# Boffard
Boffard es una empresa dedicada a la fabricación de queso desde 1880.

## Historia
La Historia de Boffard se remonta al siglo XIX, cuando en 1880 el perito francés Claude Napoleón Boffard llega a Reinosa, Cantabria, e instala la primera fábrica de quesos de tipo francés de España (Port Salut y Camembert) a la que llamó La Reinosa. 
Dos años después de su inauguración S.M. el Rey D. Alfonso XII concedió por Real Orden a Claude Napoleón Boffard “los honores de proveedor de la Real Casa, con el uso del escudo de Armas Reales en la muestra, facturas y etiquetas de su fábrica de quesos y manteca de Reinosa”. 
En 1905 falleció Monsieur Boffard y su viuda se hizo cargo de la empresa durante trece años, hasta que se la vendió a la familia de Manuel Núñez de Morante, que siguió fabricando Boffard como “Sucesores de la Viuda de Boffard”. Más tarde, en los años 80, Boffard pasa a formar parte del Grupo Osborne. En la actualidad pertenece a Mantequerías Arias, filial del grupo francés Soparind-Bongrain .

## Producción
Su producción sigue siendo fundamentalmente artesanal. Se realiza en Corcos del Valle, provincia de Valladolid.

## Características específicas
Boffard se fabrica con leche cruda de oveja o de vaca y oveja, en función de su variedad. 

## Galería

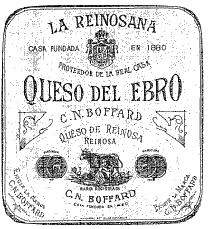
Queso del Ebro
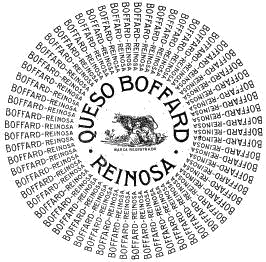
Queso Boffard Reinosa
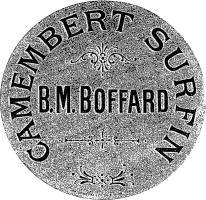
Camembert Surfin
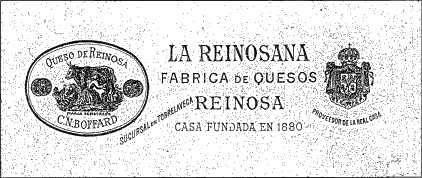
La Reinosana Fabrica de Quesos Reinosa